# Битка код Манцикерта (1054)
Прва битка код Манцикерта вођена је 1054. године између војске Византијског царства под командом Базила Апокапа са једне и Селџучког царства под командом Торгула са друге стране. Битка је део Византијско-селџучких ратова, а завршена је победом Византије. Код Манцикерта ће се 1071. године одиграти много познатија битка у којој ће цар Роман IV Диоген претрпети тежак пораз од Алпа Арслана, турског султана.